# Vestida de azúcar
«Vestida de azúcar»  es el segundo sencillo de la intérprete mexicana Gloria Trevi para promocionar su octavo álbum de estudio Gloria. La canción fue emitida a través de las ondas de radio el 31 de marzo en México y posteriormente en Latinoamérica.

## Videoclip
El videoclip de esta canción fue filmado un día antes de grabar Me río de ti.
Fue publicado el día 28 de abril en el VEVO de la cantante y lleva más de 215 millones de visitas en dicho portal.

### Trama
La historia de este video es una pareja que está a punto de tener relaciones pero ella no está muy segura. En el videoclip se ve a Gloria detrás de ellos en un árbol. Durante la conferencia del álbum ella aseguró que era el ángel de la guarda de esta pareja.

## Promoción
La canción viene incluida en el álbum de Gloria y antes de que saliera a la venta ella recomendó a sus fanes escuchar la canción 'Vestida de Azúcar' y 'Despiértame'. En una entrevista que tuvo con Mojoe afirmó que era una de sus canciones favoritas de su vida, y es una canción para entregar a esa persona que tanto amas.

## Interpretaciones en vivo
Gloria cantó por primera vez esta canción en su concierto de México.

## Listas de ventas
| País   | Chart (2011)                     | Mejor posición |
| ------ | -------------------------------- | -------------- |
| México | Billboard México Airplay         | 4              |
| México | Billboard México Español Airplay | 2              |